# 住友不動産八重洲ビル
住友不動産八重洲ビル（すみともふどうさんやえすビル）は、かつて東京都中央区八重洲二丁目に存在していたオフィスビルである。

## 概要

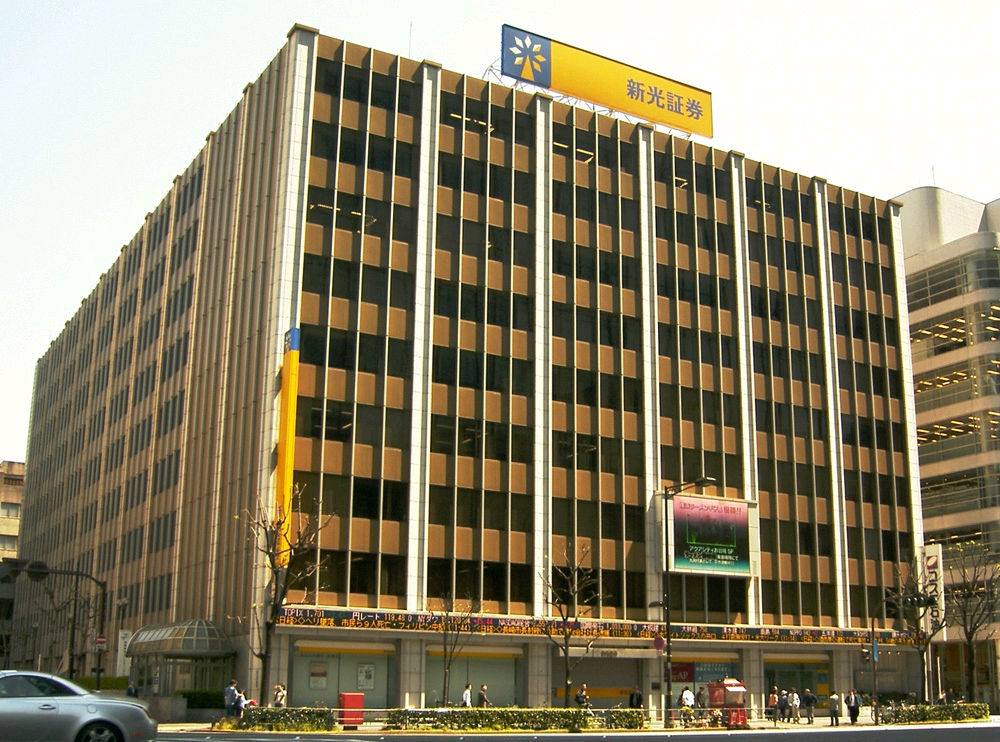
新光証券本社があった時代の「常和八重洲ビル」

1967年（昭和42年）10月に竣工し、1998年（平成10年）と2004年（平成16年）にリニューアルが行われた。
ビル前には株価情報表示板があり、株価が大きく変化した時などに、テレビ局などの報道機関が個人投資家へインタビューすることで有名になった。
晩年はみずほ証券の本店営業第一部やコスモ石油マーケティングの関東支店が入居していた。かつては和光証券（後の新光証券）や山一證券の本社があった。
かつて当ビルの所有者は常和ホールディングスの連結子会社である常和不動産だった。2015年（平成27年）7月1日付けで親会社が「ユニゾホールディングス」へ商号を変更したことに伴い、ビル名を「ユニゾ八重洲ビル」に改称した。
ユニゾホールディングスは2020年（令和2年）、当ビルを住友不動産に売却した。これに伴い、同年9月1日にビル名が「住友不動産八重洲ビル」に再度改称された。
このビルは八重洲二丁目中地区第一種市街地再開発事業に伴い、2023年に周辺のビルとともに解体された。